# Grewia capitellata
Grewia capitellata är en malvaväxtart som beskrevs av Boj.. Grewia capitellata ingår i släktet Grewia och familjen malvaväxter. Inga underarter finns listade i Catalogue of Life.